# Rue Vandermeersch
Pour les articles homonymes, voir Vandermeersch.
La rue Vandermeersch (en néerlandais : Vandermeerschstraat) est une rue bruxelloise de la commune de Schaerbeek qui va de la rue Gallait à la place Lehon.
La numérotation des habitations va de 1 à 85 pour le côté impair et de 2 à 70 pour le côté pair.
La rue porte le nom de deux propriétaires terriens, Charles et Pierre Vandermeersch.